# Nawābganj (del av en befolkad plats)
Nawābganj är en del av en befolkad plats i Indien.   Den ligger i distriktet Kānpur och delstaten Uttar Pradesh, i den centrala delen av landet, 400 km sydost om huvudstaden New Delhi. Nawābganj ligger 132 meter över havet och antalet invånare är 10 758.
Terrängen runt Nawābganj är mycket platt. Runt Nawābganj är det mycket tätbefolkat, med 3 022 invånare per kvadratkilometer. Närmaste större samhälle är Kanpur, 5,4 km sydost om Nawābganj. Runt Nawābganj är det i huvudsak tätbebyggt.